# 马假盘吸虫
马假盘吸虫（学名：[Pseudodiscus collinsi] 错误：{{Lang}}：文本有斜体标记（帮助））为枝睾科假盘属的动物。分布于印度以及中国大陆的贵州等地，营寄生生活，终末宿主马、象以及寄生于结肠。